# Енкел Деми
Енкел Деми (на албански: Enkel Demi) е албански журналист, общественик, филмов продуцент, телевизионен водещ, сценарист и писател на произведения в жанра социална драма, криминален роман и исторически роман. Пише под псевдонима Том Кука (на албански: Tom Kuka).

## Биография и творчество
Енкел Деми е роден на 1 август 1972 г. в Тирана, Албания. Завършва средно образование в Тирана, след което следва в университета „Луид Гуракучи“ в Шкодра.
След дипломирането си работи като журналист, колумнист и телевизионен водещ. От 1990 г. работи в първия опозиционен вестник в страната – „Демократичен ренесанс“. В периода 1993 – 1995 г. работи за Радио Тирана, после в периода 1996 – 2012 г. за TV Klan, и от 2012 г. за Албанската радиотелевизия (RTSH), където е водещ на предаването Kush do të bëhet milioner?, албанска версия на „Кой иска да бъде милионер?“. Един от водещите е на националните фестивали „Фестивал на музиката“ (Festivali в Këngës) през 2012 и 2013 г.
Прави литературния си дебют през 2016 г. с историко-криминален роман „Скрито върху калдъръма“ (Hide mbi kalldrëm). Действието се развива в Тирана, Албания, през 30-те години на 20-ти век, и е история представяща двойствеността на албанското общество: от една страна, управлявано от интриги, предателство и злоупотреба на силните, а от друга страна, съкрушено от бедност, слепота и суеверие на слабите.
Вторият му роман „Камъни на самотата“ (Gurët e vetmisë), публикуван през 2018 г. е семейна сага, която разказва за изпитанието за бягство от земята на древните, за население, което мигрира и оставя предишния си живот далеч назад. Романът печели националната награда за литература през 2019 г.
Третият му роман „Злата орисница“ е издаден през 2019 г. В него писателят смесва епични и лирични атмосфери, смърт и любов, предразсъдъци и свобода, гняв и топлина, магия и проклятия, митове и митологични фигури. Романът печели наградата „Култ“ за художествена книга на годината.
През 2021 г. е издаден романът му „Бедствие“ (Flama). Той е историко-криминален роман, чието действие се развива в монархическа Албания. Герой е главният следовател на Тирана, Ди Хима, който разследва убийство на ромска жена, неговите мотиви и извършител. Историята е метафора за съвременна Албания, преживяваща пандемия, за лакомията на човечеството и неговото оскверняване на природата и човешките ценности. Романът получава наградата за литература на Европейския съюз за 2021 г.
Енкел Деми живее със семейството си в Тирана.

## Произведения

### Самостоятелни романи
- Hide mbi kalldrëm (2016)[1][2][3][4]
- Gurët e vetmisë (2018)
- Ora e ligë (2019)
Злата орисница, изд.: ИК „Персей“, София (2023), прев. Екатерина Търпоманова
- Flama (2021)

### Екранизации
- 2011 Out of Touch - история
- ?? My Mother Is a Cosmonaut - диалог